# Kodkod
Kodkod (lat. Leopardus guigna), poznat i kao guiña, najmanja je mačka obje Amerike. Jedna je od ugroženih vrsta mačaka.

## Rasprostranjenost i stanište
Kodkod živi u kišnim šumama umjerenih područja na prostoru južnih Anda, pretežno na teritoriju Argentine i Čilea.
Ponekad je prisiljen živjeti u degradiranim šumama i makiji, zbog gubitka prirodnog staništa.

### Podvrste
Postoje dvije podvrste kodkoda:
- Leopardus guigna guigna - rasprostranjen u južnom Čileu i Argentini
- Leopardus guigna tigrillo - u središnjem Čileu

## Izgled
Odrasla jedinka kodkoda duga je 37-51 cm s repom duljine oko 20 cm. Može težiti 2-2.5 kilograma. Visina odrasle jedinke iznosi oko 25 cm.
Izgledom sliči Geoffrijevoj mački, ali ima deblji rep i manju glavu. Kodkodovo krzno je žuto-smeđe boje s crnim točkama te crnim prstenovima na repu.
I kod ove vrste mačaka prisutna je pojava melanizma.

## Način života
Kodkod je pretežno noćna životinja, ali zna biti aktivan i danju.
Mesožder je, hrani se pticama, gmazovima, glodavcima i manjim domaćim životinjama.
Teritorijalna je vrsta. Mužjački teritoriji su površine 1-2.5 km², dok su teritoriji ženki manji - od 0.5 do 0.7 km².
Trudnoća traje 72-78 dana, kada se koti jedan do tri mačića. Životni vijek kodkoda je otprilike 11 godina.

## Ugroženost
Prema IUCN-u, kodkod je klasificiran kao osjetljiva vrsta s manje od 10 000 jedinki u divljini. Smatra se da se u posljednjih 30 godina dogodio pad brojnosti populacije od čak 30%, a trend pada brojnosti se nastavlja i danas.
Uzroci tomu su gubitak prirodnog staništa (sječa šuma) i ubijanje od strane seljaka koji ovu vrstu smatraju štetočinom zbog napada na domaće životinje.

## Vanjske poveznice
Ostali projekti
|  | Zajednički poslužitelj ima stranicu o temi Kodkod    |
|  | Zajednički poslužitelj ima još gradiva o temi Kodkod |
|  | Wikivrste imaju podatke o taksonu Kodkod             |